# Kazuyuki Izutsu
Kazuyuki Izutsu (井筒 和幸, Izutsu Kazuyuki), né le 30 mai 1952, est un réalisateur et critique de film japonais.

## Filmographie partielle
- 1975 : Iku iku maito gai: Seishun no monmon (ゆけゆけマイトガイ 性春の悶々?)
- 1978 : Atsukute fukai majiwari: Nikuiro no umi (熱くて深い交わり 肉色の海?)
- 1979 : Bōkōma shinju zeme (暴行魔真珠責め?)
- 1981 : Shikijō mesu kari (色情女狩り?)
- 1981 : L'Empire des punks (ガキ帝国, Gaki teikoku?)[1]
- 1981 : Gaki teikoku: Akutare sensō (ガキ帝国 悪たれ戦争?)
- 1982 : Akai fukushū bōkan (赤い復讐 暴姦?)
- 1983 : Miyuki (みゆき?)
- 1984 : Hare tokidoki satsujin (晴れ、ときどき殺人?)
- 1985 : Nidaime wa kurisuchan (二代目はクリスチャン?)
- 1986 : Inujini seshi mono (犬死にせしもの?)
- 1989 : Abunai hanashi mugen monogatari (危ない話 夢幻物語?)
- 1990 : Uchū no hōsoku (宇宙の法則?)
- 1993 : Tōhō kenbunroku (東方見聞録?)
- 1993 : Nippon ichi no akujo? Masami no pawā obu rabu (日本一の悪女？ 雅美のパワーオブラブ?)
- 1994 : Tsumi to batsu: Dotama kachiwatta roka no maki (罪と罰 ドタマかちわったろかの巻?)
- 1996 : Kishiwada shōnen gurentai (岸和田少年愚連隊?)
- 1999 : Nodo jiman (のど自慢?)
- 1999 : Big Show! Hawaii ni utaeba (ビッグ・ショー! ハワイに唄えば?)
- 2003 : Get Up! (ゲロッパ!, Geroppa!?)
- 2005 : Pacchigi! (パッチギ!?)
- 2007 : Pacchigi! Love and Peace (パッチギ! LOVE&PEACE?)
- 2010 : Hīrō shō (ヒーローショー?)
- 2012 : Ōgon o daite tobe (黄金を抱いて翔べ?)

## Distinctions
Sauf indication contraire, les informations mentionnées dans cette section peuvent être confirmées par la base de données cinématographiques IMDb,  présente dans la section « Liens externes ».

### Récompenses
- 1981 : prix du nouveau réalisateur (citation) de la Directors Guild of Japan pour L'Empire des punks[2]
- 1997 : prix Blue Ribbon du meilleur film pour Kishiwada shōnen gurentai[3]
- 2006 : prix Blue Ribbon du meilleur film pour Pacchigi![4]
- 2006 : prix Kinema Junpō du meilleur film et du meilleur réalisateur pour Pacchigi![5]
- 2006 : prix Mainichi du meilleur film pour Pacchigi![6]
- 2006 : prix du meilleur réalisateur pour Pacchigi! au festival du film de Yokohama

### Nominations
- 2006 : prix du meilleur réalisateur et du meilleur scénariste pour Pacchigi! aux Japan Academy Prize[7]